# Dżubb al-Kadżli
Dżubb al-Kadżli (arab. جب الكجلي) – wieś w Syrii, w muhafazie Aleppo, w dystrykcie Manbidż. W 2004 roku liczyła 1842 mieszkańców.